# Nostálgica FM
Nostálgica FM es una estación de radio chilena, ubicada en Copiapó, y con cobertura en la Región de Atacama. Actualmente las 13 frecuencias que cubren las 9 comunas, carreteras y faenas mineras.
La emisora inició sus transmisiones el 10 de diciembre de 2003, bajo el nombre de FM Contigo hasta 2007, cuando adoptó el nombre actual. El 26 de febrero de 2014 inició las transmisiones su repetidora ubicada en la cuesta Pajonales con la que se logra cubrir las localidades de Domeyko, Cachiyuyo, Incahuasi, Chañaral de Aceituno y Punta Colorada.
En la actualidad su sede principal se encuentra en Carlos Van Buren 165, Copiapó. Su gerente general es Ricardo Campos Morales.

## Locutores
- Fernando Solís (Voz Institucional)
- Carlos Sánchez
- Juan Hinojosa
- Hernando "Nano" Contreras
- Jacobo Fernández
- Mario Huerta.